# Sartaq
Sartaq ou Sartak, fils de Batu, est un khan de la Horde d'or de 1255 à sa mort en 1256.

## Biographie
En 1252, Alexandre Nevski, venu à Saraï recevoir l'investiture de la Horde pour la principauté de Vladimir, rencontre Sartaq et se lie d'amitié avec lui. Il serait devenu son anda (ami juré).
Sartaq passe pour s'être converti au christianisme nestorien. Il reçoit Guillaume de Rubrouck en route pour Karakorum mais celui-ci note qu'il n'est pas chrétien. Dans une lettre datée du 29 août 1254, le pape Innocent IV félicite le prince mongol pour sa conversion.
À la mort de Batu à Saraï, Sartak, son fils et successeur désigné, séjourne alors chez le grand khan Möngke à Karakorum en qualité de plénipotentiaire. Möngke le nomme à la tête du l’oulous kiptchak, mais il meurt brusquement et c’est son fils, Ulakchi, qui est désigné comme khan de la Horde d'or sous la régence de Boraktchik, veuve de Batu.

## Famille
On lui connait au moins deux fils et une fille :
- Tughdua, (v.1245 - ?)
- Qughchi, (v.1247 - 1257), Khan en 1247;
- Feodora, (v.1250 - 20/12/1273), épouse de Gleb Vassilkovitch Belozersky. Ils sont les grands-parents maternels d'Ivan Ier Kalita.